# Physalis carnosa
Physalis carnosa är en potatisväxtart som beskrevs av Standley och Steyerm. Physalis carnosa ingår i släktet lyktörter, och familjen potatisväxter. Inga underarter finns listade i Catalogue of Life.